# Poecilochroa taeguensis
Poecilochroa taeguensis är en spindelart som beskrevs av Paik 1992. Poecilochroa taeguensis ingår i släktet Poecilochroa och familjen plattbuksspindlar. Inga underarter finns listade i Catalogue of Life.